# Резач за оловке
Резач за оловке је алат за оштрење графита оловке скидањем његове истрошене површине. Резачем се може управљати ручно или електричним мотором. Уобичајено је да многи резачи имају око себе контејнер који се може уклонити да би се остаци од оловке празнили у канту за смеће. Наравно, постоје резачи и без контејнера.

## Историја
Пре развоја наменских резача, оловке су се оштриле тако што су се љуштиле ножем. Зато су резачи доста помогли људима. Развој резача за оловке почео је у Француској. У француској књизи из 1822. године је детаљно написано о конструкцији резача. Идеја из ове књиге је међународно призната што показују и извештаји у немачкој литератури у то време.
Један француски математичар је први применио идеју за резач. Његов резач који је направио је уз помоћ ове идеје је произведен и продат у Бинанту, продавници прибора за фарбање у Паризу. 
Године 1833. је у Енглеској пантентиран нови резач који се састоји из две оштре датотеке постављене заједно под правим углом у малом блоку ружиног дрвета. Ово је најстарији резач који постоји и данас.
У периоду од 1830. до 1840. године, неки Французи,са средиштем у Паризу, бавили су се прављењем једноставнијих резача. Ови резачи су се делимично продавали, али без надрегионалног значаја. Године 1847. француски племићи изумели су једноставан резач у свом препознатљивом модерном облику. Први амерички резач за оловке патентирао је Валтер Фостер 1855. године. Основао је компанију-прву компанију за оштрење оловака на свету-и произвео мале ручне резаче у великој количини. Само неколико година касније резачи су се продавали у Европи и каo ”амерички резачи”.
Крајем 19. века, посебно у Сједињеним Америчким Државама, развијени су и резачи за оловке са различитим механизмима. Ови резачи су често били тешки и били су намењени употреби у канцеларијама. Почетком 20. века основана је компанија Аутоматик Пенсл Шарпенер која је после 1907. године доминирала америчким аутоматским резачем оловака. Касније, компанија продаје машине са механизмом за глодање. Компанија је у наредних неколико деценија постала највећи произвођач резача на свету и заједно са још неколико америчких компанија доминирала је на тржишту.
Електрични резачи за канцеларије су израђени најраније око 1917. године.
У мају 2011. године туристички званичници у Логану, Охајо, поставили су у свом регионалном центру стотине резача за оловке које је прикупио Пол Џонсон, министар из Охаја који је умро 2010. године. Џонсон је држао своју колекцију од више од 3.400 оштрица у малој шупи, испред његове куће на Карбон Хилу на југоистоку Охаја. Почео је сакупљањем након што му је жена поклонила неколико резача за оловке на поклон крајем 1980. године и држао их сложене у категорије, укључујући Божић и Дизниленд.

## Ручни резач
Такозвани резачи, који се у Сједињеним Америчким Државама називају и "ручни" или "џепни" резачи, немају одвојене покретне делове и обично су најмањи, најјефтинији и најчешћи резачи за оловке на тржишту. Најједноставнија уобичајена сорта је мала правоугли квадар или блок, величине око 2,5cm×1,7cm×1,1cm. Резач у облику блока састоји се од конуса за обликовање оловке који је поравнат са цилиндричном вођицом за поравнавање оловке уметнуте у резач. Оштро сечиво је постављено тако да његова оштра ивица тангенцијално улази у конус обликовања. Оловка се убацује у резач и ротира док се оштрица држи непомично. Тело резача је често са стране ребрасто или избочено како би се мали блок лакше држао. Обично се израђује од легура алуминијума, легура магнезијума или тврде пластике.
Сечиво унутар резача сече дрво и графитни врх оловке, док струготина излази кроз прорез дуж ивице. Важно је да цилиндрична рупа за поравнање уско одговара пречнику оловке, како се оловка не би померала, што би проузроковало ломљење графита на врху оловке. Друга значајна карактеристика је већи отвор на крају конуса који омогућава да се одсече дрвени врх оловке који се одстрањују уз мање непријатности. Резачи могу бити голи или затворени у контејнер за скупљање струготине, док је неке затворене струготине у случају зачепљења теже очистити.
Неколико сечива у резачу се ручно окрећу, тако да ротирају сечиво уместо да ротирају оловку. Умерена пажња је потребна да се не прекине врх оштрице, што захтева да се оловка поново наоштри. Међутим, с обзиром на то да оловке могу имати различити стандардни пречник у различитим земљама, увезени су резачи који могу имати рупе за усмеравање нестандардних димензија, што отежава покушаје оштрења. Ако је отвор за поравнање премали, оловка се не може уметнути, док је ако је превелика, врх оловке ће се одломити више пута. Исто тако, резачи могу да захтевају оштрење оловке у смеру казаљке на сату или у супротном смеру казаљке на сату. 